# 静岡県薬剤師会
公益社団法人静岡県薬剤師会（こうえきしゃだんほうじんしずおかけんやくざいしかい、英称: Shizuoka Pharmaceutical Association）は、静岡県知事認定の静岡県の薬剤師を会員とする公益法人。

## 本部所在地
〒422-8063 静岡県静岡市駿河区馬淵2丁目16番32号　静岡県薬剤師会館

## 郡市薬剤師会
- 静岡市薬剤師会
- 清水薬剤師会
- 沼津薬剤師会
- 浜松市薬剤師会
- 富士市薬剤師会
- 焼津市薬剤師会
- 伊東薬剤師会
- 富士宮市薬剤師会
- 熱海市薬剤師会
- 田方薬剤師会
- 藤枝市薬剤師会
- 三島市薬剤師会
- 北駿薬剤師会
- 島田市薬剤師会
- 袋井薬剤師会
- 小笠薬剤師会
- 磐田薬剤師会
- 榛原支部